# Голкохвіст
Голкохві́ст (Chaetura) — рід серпокрильцеподібних птахів родини серпокрильцевих (Apodidae). Представники цього роду мешкають в Америці.

## Опис
Голкохвости — це невеликі серепокрильці, середня довжина яких становить 10,5—14 см, а вага 13,8—28 г. Верхня частина тіла у них рівномірно темна, за винятком більш світлого надхвістя, у деяких видів верхні покривні пера хвоста також світлі. Нижня частина тіла також переважно темна, за винятком світлих горла і грудей, у деяких видів нижні покривні пера хвоста також світлі. Форма крил типова для голкохвостів: крайні першорядні махові пера помітно дугоподібні, внутрішні першорядні і другорядні махові пера щільно прилягають один до одного. Хвіст у голкохвостів відносно короткий, прямий, стрижні стернових пер на кінці виступають у вигляді «голок», через що птахи і отримали свою назву.
Голкохвости поширені переважно в Неотропіках, однак східні і сірочереві голкохвости гніздяться в Північній Америці, а взимку мігрують в Центральну і Південну Америку. Ці птахи, як і інші серпокрильці, живляться комахами, яких ловлять в польоті. Більшість голкохвостів використовують будівлі як місця гніздування, особливо часто вони гніздяться в димових трубах і підземних тунелях. Гнізда у гілкохвостів дуже схожі, вони робляться з тонких гілочок, скріплених за допомогою слини, і прикріплюються до вертикальної поверхні.

## Види
Виділяють одинадцять види:
- Голкохвіст сірогузий (Chaetura cinereiventris)
- Голкохвіст анапайський (Chaetura spinicaudus)
- Голкохвіст антильський (Chaetura martinica)
- Голкохвіст коста-риканський (Chaetura fumosa)[9]
- Голкохвіст еквадорський (Chaetura egregia)
- Голкохвіст східний (Chaetura pelagica)
- Голкохвіст сірочеревий (Chaetura vauxi)
- Голкохвіст колумбійський (Chaetura chapmani)
- Голкохвіст темночеревий (Chaetura andrei)
- Голкохвіст південний (Chaetura meridionalis)[10]
- Голкохвіст вохристогузий (Chaetura brachyura)

З пізньоміоценових відкладень Угорщини відомий також викопний вид Chaetura baconica.

## Етимологія
Наукова назва роду Chaetura походить від сполучення слів дав.-гр. χαιτη — волосся і ουρα — хвіст.